# 海王星內天體
海王星內天体（Cis-Neptunian object），依照字面的解釋是在海王星軌道之內發現的任何天體，但是，這個術語典型的是使用在海王星外天体、行星及其衛星和傳統的小行星之外的天體：也就是說，圍繞在太陽周圍的次級行星天體，距離在海王星軌道之內，但在木星軌道之外的天體。這包括冰凍的小行星，也就是所謂的半人馬小行星和海王星特洛伊。 
半人馬小行星的繞行太陽的軌道介於木星和海王星之間，經常會穿越巨大的氣體巨星軌道。令人有一種感覺半人馬小行星類似於古柏帶的黃道離散天體中被敲入，而非敲出至外的海王星外黃道離散天體。
海王星特洛伊，名稱源自於木星的特洛伊小行星，是與海王星分享軌道的且軌道穩定的小天體。已知的海王星特洛伊小行星都在海王星前方60°，圍繞著L4 拉格朗日點。

## 註解
1. ^ 它們是2001 QR322, 2004 UP10, 2005 TN53, 2005 TO74, 2006 RJ103 and 2007 VL305.[3]